# Yabeinosaurus
Yabeinosaurus — вимерлий рід ящірок з ранньокрейдової групи Jehol на північному сході Китаю. Типовий вид Yabeinosaurus tenuis відомий з багатьох добре збережених скелетів як молодих, так і дорослих особин. Приблизно 60 років ябейнозавр був відомий лише за молодими зразками, що змусило вчених припустити, що це була мала ящірка зі слабко розвиненими кістками. Через це вважалося, що він близький до геконів. Більші екземпляри досягають 35 сантиметрів довжини без хвоста.
Нещодавні філогенетичні аналізи вказують на те, що Yabeinosaurus не є тісно пов'язаним з геконами, а скоріше дуже базальним («примітивним») плазуном, близьким до розколу між Iguania та Scleroglossa, одним із найперших розбіжностей в еволюційній історії ящірок. Невідомо, чи знаходиться він поза цим розщепленням чи в межах Scleroglossa.
У 2011 році було виявлено скам'янілість ябейнозавра з 15 добре розвиненими ембріонами всередині, що робить його найдавнішою скам'янілістю вагітної живородної ящірки з усіх знайдених.